# Tour d'Espagne 1989
La 44e édition du Tour d'Espagne s'est déroulée du 24 avril au 15 mai 1989, entre La Corogne et Madrid. La course a été remportée par Pedro Delgado à une vitesse moyenne de 39,309 km/h. Elle comptait 23 étapes pour une distance de 3 656 km.
La première étape de montagne, se concluant à Cerler, est le cadre d'une lutte entre Pedro Delgado et les coureurs colombiens, et voit la victoire du lauréat du Tour de France 1988. Delgado s'impose à nouveau lors du contre-la-montre en côte à Valdezcaray. Le Colombien Martín Farfán s'empare du maillot jaune mais fait l'objet d'un contrôle positif. La tunique de leader passe par conséquent sur les épaules de Delgado.
Dans l'étape menant aux lacs de Covadonga, Fabio Parra distance Delgado mais garde quelques secondes de retard au classement général. Delgado conforte son avance dans le contre-la-montre de Medina del Campo et parvient à conserver le maillot jaune jusqu'à Madrid.

## Classement général
| \| 1. \| Pedro Delgado \| Espagne \| Reynolds \| en \| 93 h 01 min 17 s \| \| \| 2. \| Fabio Parra \| Colombie \| Kelme \| + \| 35 s \| \| \| 3. \| Óscar de Jesús Vargas \| Colombie \| Postobón \| + \| 3 min 09 s \| \| \| 4. \| Federico Echave \| Espagne \| BH \| + \| 3 min 24 s \| \| \| 5. \| Álvaro Pino \| Espagne \| BH \| + \| 4 min 28 s \| \| \| 6. \| Ivan Ivanov \| Union soviétique \| Alfa Lum \| + \| 5 min 00 s \| \| \| 7. \| Iñaki Gastón \| Espagne \| Kelme \| + \| 6 min 24 s \| \| \| 8. \| Pedro Saúl Morales \| Colombie \| Kelme \| + \| 7 min 59 s \| \| \| 9. \| Jean-Claude Bagot \| France \| RMO \| + \| 8 min 23 s \| \| \| 10. \| Luc Suykerbuyk \| Pays-Bas \| Lotus Zahor \| + \| 9 min 44 s \| \| |                       |                  |             |    |                  |  |
| 1. | Pedro Delgado         | Espagne          | Reynolds    | en | 93 h 01 min 17 s |  |
| 2. | Fabio Parra           | Colombie         | Kelme       | +  | 35 s             |  |
| 3. | Óscar de Jesús Vargas | Colombie         | Postobón    | +  | 3 min 09 s       |  |
| 4. | Federico Echave       | Espagne          | BH          | +  | 3 min 24 s       |  |
| 5. | Álvaro Pino           | Espagne          | BH          | +  | 4 min 28 s       |  |
| 6. | Ivan Ivanov           | Union soviétique | Alfa Lum    | +  | 5 min 00 s       |  |
| 7. | Iñaki Gastón          | Espagne          | Kelme       | +  | 6 min 24 s       |  |
| 8. | Pedro Saúl Morales    | Colombie         | Kelme       | +  | 7 min 59 s       |  |
| 9. | Jean-Claude Bagot     | France           | RMO         | +  | 8 min 23 s       |  |
| 10. | Luc Suykerbuyk        | Pays-Bas         | Lotus Zahor | +  | 9 min 44 s       |  |

source: le quotidien L'Équipe du mardi 16 mai 1989.

## Étapes

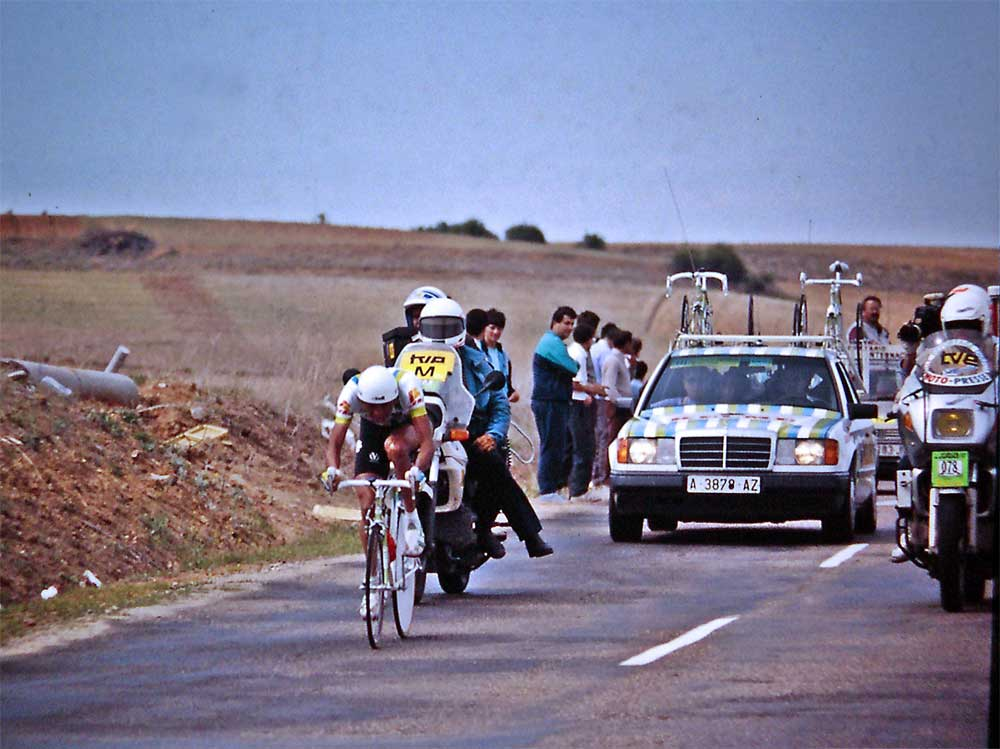
Fabio Parra dans le contre-la-montre entre Valladolid et Medina del Campo

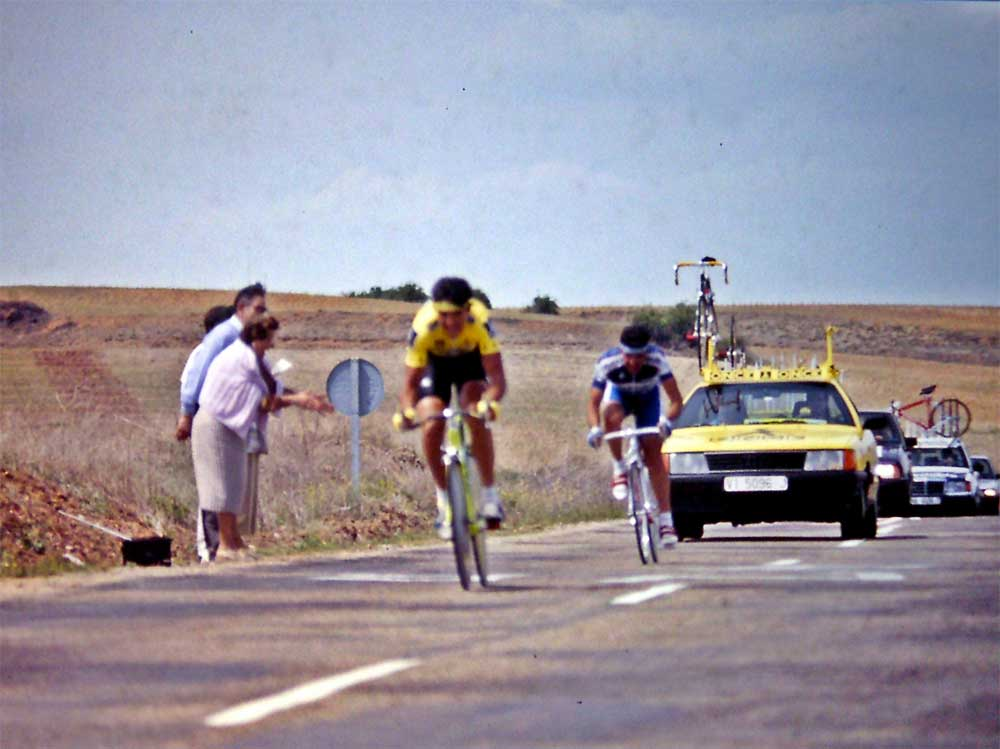
Pedro Delgado dans le contre-la-montre entre Valladolid et Medina del Campo

| N°       | Date     | Villes étapes                             | km          | Vainqueur d'étape       | Leader du général |
| Prologue | 24 avril | La Corogne                                | 20,1        | Marnix Lameire          | Marnix Lameire    |
| 1er      | 25 avril | La Corogne - Saint-Jacques-de-Compostelle | 209         | Joaquín Hernández       | Benny Van Brabant |
| 2ea      | 26 avril | Vigo                                      | 34,4 (CLME) | Caja Rural              | Roland Le Clerc   |
| 2eb      | 26 avril | Vigo - Orense                             | 101         | Malcolm Elliott         | Roland Le Clerc   |
| 3e       | 27 avril | Orense - Ponferrada                       | 160,5       | Roberto Pagnin          | Roland Le Clerc   |
| 4e       | 28 avril | La Bañeza - Béjar                         | 247         | Eddy Planckaert         | Roland Le Clerc   |
| 5e       | 29 avril | Béjar - Ávila                             | 197,5       | Luc Suykerbuyk          | Omar Hernández    |
| 6e       | 30 avril | Ávila - Tolède                            | 157         | Massimo Ghirotto        | Omar Hernández    |
| 7e       | 1er mai  | Tolède - Albacete                         | 235,5       | Stefano Allocchio       | Omar Hernández    |
| 8e       | 2 mai    | Albacete - Gandia                         | 228         | Reimund Dietzen         | Omar Hernández    |
| 9e       | 3 mai    | Gandia - Benicàssim                       | 202         | Herminio Díaz Zabala    | Omar Hernández    |
| 10e      | 4 mai    | Vinaròs - Lérida                          | 179         | Malcolm Elliott         | Omar Hernández    |
| 11e      | 5 mai    | Lérida - Station de Cerler                | 186,5       | Pedro Delgado           | Omar Hernández    |
| 12e      | 6 mai    | Benasque - Jaca                           | 161         | Mathieu Hermans         | Omar Hernández    |
| 13e      | 7 mai    | Jaca - Saragosse                          | 165         | Mathieu Hermans         | Omar Hernández    |
| 14e      | 8 mai    | Ezcaray - Valdezcaray                     | 24 (CLM)    | Pedro Delgado           | Martín Farfán     |
| 15e      | 9 mai    | Haro - Santoña                            | 193,5       | Peter Hilse             | Pedro Delgado     |
| 16e      | 10 mai   | Santoña - Lacs de Covadonga               | 228         | Álvaro Pino             | Pedro Delgado     |
| 17e      | 11 mai   | Cangas de Onís - Brañillín (es)           | 153         | Ivan Ivanov             | Pedro Delgado     |
| 18e      | 12 mai   | León - Valladolid                         | 159         | Mathieu Hermans         | Pedro Delgado     |
| 19e      | 13 mai   | Valladolid - Medina del Campo             | 47,5 (CLM)  | Pedro Delgado           | Pedro Delgado     |
| 20e      | 14 mai   | Collado Villalba - Ségovie                | 188,5       | Alberto Camargo         | Pedro Delgado     |
| 21e      | 15 mai   | Ségovie - Madrid                          | 177         | Jean-Pierre Heynderickx | Pedro Delgado     |

## Classements annexes
| \| 1. \| Malcolm Elliott \| Royaume-Uni \| Teka \| 161 points \| \| 2. \| Mathieu Hermans \| Pays-Bas \| Caja Rural \| 139 points \| \| 3. \| Eddy Planckaert \| Belgique \| ADR \| 139 points \| |                 |             |            |            |
| 1. | Malcolm Elliott | Royaume-Uni | Teka       | 161 points |
| 2. | Mathieu Hermans | Pays-Bas    | Caja Rural | 139 points |
| 3. | Eddy Planckaert | Belgique    | ADR        | 139 points |

| \| 1. \| Óscar de Jesús Vargas \| Colombie \| Postobón \| 142 points \| \| 2. \| Pedro Delgado \| Espagne \| Reynolds \| 113 points \| \| 3. \| Ivan Ivanov \| Union soviétique \| Alfa Lum \| 108 points \| |                       |                  |          |            |
| 1. | Óscar de Jesús Vargas | Colombie         | Postobón | 142 points |
| 2. | Pedro Delgado         | Espagne          | Reynolds | 113 points |
| 3. | Ivan Ivanov           | Union soviétique | Alfa Lum | 108 points |

| \| 1. \| Miguel Ángel Iglesias \| Espagne \| Helios - CR \| 40 points \| |                       |         |             |           |
| 1.                                                                       | Miguel Ángel Iglesias | Espagne | Helios - CR | 40 points |

| \| 1. \| Marcel Arntz \| Pays-Bas \| Caja Rural \| - \| |              |          |            |   |
| 1.                                                      | Marcel Arntz | Pays-Bas | Caja Rural | - |

| \| 1. \| Ivan Ivanov \| Union soviétique \| Alfa Lum \| 93 h 06 min 47 s \| |             |                  |          |                  |
| 1.                                                                          | Ivan Ivanov | Union soviétique | Alfa Lum | 93 h 06 min 47 s |

| \| 1. \| Óscar de Jesús Vargas \| Colombie \| Postobón \| - \| |                       |          |          |   |
| 1.                                                             | Óscar de Jesús Vargas | Colombie | Postobón | - |

| \| 1. \| Kelme \| Espagne \| 279 h 07 min 56 s \| |       |         |                   |
| 1.                                                | Kelme | Espagne | 279 h 07 min 56 s |

## Liste des coureurs
| Teka | BH | Reynolds |
| - 1 Reimund Dietzen (All) - 2 Malcolm Elliott (Gbr) - 3 Roberto Córdoba (Esp) - 4 Marino Alonso (Esp) - 5 Peter Hilse (All) - 6 Enrique Aja (Esp) - 7 Alberto Leanizbarrutia (Esp) - 8 Fernando Pacheco (es) (Esp) - 9 Mariano Sánchez (Esp)                                                                 | - 11 Álvaro Pino (Esp) - 12 Anselmo Fuerte (Esp) - 13 Federico Echave (Esp) - 14 Javier Murguialday (Esp) - 15 Fernando Quevedo (Esp) - 16 Philippe Bouvatier (Fra) - 17 Jaime Tomás (es) (Esp) - 18 Manuel Jorge Domínguez (Esp) - 19 Eduardo Ruiz (es) (Esp)                           | - 21 Pedro Delgado (Esp) - 22 Miguel Indurain (Esp) - 23 Julián Gorospe (Esp) - 24 José Luis Laguía (Esp) - 25 Jesús Rodríguez Magro (Esp) - 26 William Palacio (Col) - 27 Javier Lukin (Esp) - 28 Melchor Mauri (Esp) - 29 Dominique Arnaud (Fra)                                                |
| ADR | Carrera | Caja Rural |
| - 31 Eddy Planckaert (Bel) - 32 Jaanus Kuum (Nor) - 33 Ronny Van Holen (Bel) - 34 Marnix Lameire (Bel) - 35 Gino De Backer (Bel) - 36 René Martens (Bel) - 37 Filip Van Vooren (en) (Bel) - 38 Adrie Kools (Hol) - 39 Torjus Larsen (Nor)                                                                    | - 41 Erich Maechler (Sui) - 42 Massimo Ghirotto (Ita) - 43 Primož Čerin (You) - 44 Deno Davie (en) (Gbr) - 45 Walter Magnago (Ita) - 46 Ettore Pastorelli (Ita) - 47 Bruno Bonnet (Fra) - 48 Felice Puttini (Sui) - 49 Enrico Zaina (Ita)                                                | - 51 Marino Lejarreta (Esp) - 52 Helmut Wechselberger (Aut) - 53 Mathieu Hermans (Hol) - 54 Roland Le Clerc (Fra) - 55 Erwin Nijboer (Hol) - 56 René Beuker (nl) (Hol) - 57 José Salvador Sanchis (Esp) - 58 Guillermo Arenas (es) (Esp) - 59 Marcel Arntz (nl) (Hol)                             |
| Histor Sigma | Kelme | RMO |
| - 61 Herman Frison (Bel) - 62 Søren Lilholt (Dan) - 63 Brian Holm (Dan) - 64 Rob Harmeling (Hol) - 65 Jean-Pierre Heynderickx (Bel) - 66 Dominique Gaigne (Fra) - 67 Jan Nevens (Bel) - 68 Didier Virvaleix (Fra) - 69 Robert D'Hont (nl) (Bel)                                                              | - 71 Fabio Parra (Col) - 72 Pedro Saúl Morales (Col) - 73 Iñaki Gastón (Esp) - 74 José Recio (Esp) - 75 Omar Hernández (Col) - 76 Juan Martínez Oliver (Esp) - 77 Ricardo Martínez Matey (Esp) - 78 Néstor Mora (Col) - 79 Jaime Vilamajó (Esp)                                          | - 81 Éric Caritoux (Fra) - 82 Jean-Claude Colotti (Fra) - 83 Thierry Claveyrolat (Fra) - 84 Jean-Claude Bagot (Fra) - 85 Patrice Esnault (Fra) - 86 Thierry Laurent (Fra) - 87 Alex Pedersen (Dan) - 88 Franck Pineau (Fra) - 89 Christian Jourdan (Fra)                                          |
| Lotus-Zahor | Clas | Once |
| - 91 Juan Tomás Martínez (es) (Esp) - 92 Luc Suykerbuyk (Hol) - 93 Santiago Portillo (Esp) - 94 Ángel Ocaña (Esp) - 95 Benny Van Brabant (Bel) - 96 José Luis Morán (es) (Esp) - 97 Luis Pérez García (Esp) - 98 Roberto Torres (Esp) - 99 Enrique Alonso (Esp)                                              | - 101 Casimiro Moreda (ca) (Esp) - 102 Francisco Javier Mauleón (Esp) - 103 Américo Neves (Por) - 104 José Manuel Oliveira (Esp) - 105 Manuel Cunha (Por) - 106 Carlos Muñiz (es) (Esp) - 107 Antonio Sampedro (Esp) - 108 Javier Duch (en) (Esp) - 109 Jesús Rodríguez Carballido (Esp) | - 111 Pello Ruiz Cabestany (Esp) - 112 Pedro Muñoz (Esp) - 113 Eduardo Chozas (Esp) - 114 Herminio Díaz Zabala (Esp) - 115 José Luis Villanueva (Esp) - 116 Johnny Weltz (Dan) - 117 Santos Hernández (Esp) - 118 Jesús Hernández Úbeda (Esp) - 119 Celestino Prieto (Esp)                        |
| Helios CR | Seur | Ryalcao Postobón |
| - 121 Fernando Martínez de Guereñu (Esp) - 122 Joaquin Llach (it) (Esp) - 123 Antonio Esparza (Esp) - 124 Miguel Ángel Iglesias (Esp) - 125 Jesús Rodríguez Rodríguez (es) (Esp) - 126 Antonio Casajús (Esp) - 127 Juan Guillén (es) (Esp) - 128 José Andrés Ripoll (Esp) - 129 José Ignacio Moratinos (Esp) | - 131 Jesús Blanco Villar (Esp) - 132 Marco Giovannetti (Ita) - 133 Joaquín Hernández (Esp) - 134 Pablo Moreno (Esp) - 135 José Luis Navarro (Esp) - 136 Vicente Ridaura (Esp) - 137 Juan Carlos Rozas (en) (Esp) - 138 Jon Unzaga (Esp) - 139 José Urea (Esp)                           | - 141 Óscar de Jesús Vargas (Col) - 142 Pablo Wilches (Col) - 143 Carlos Mario Jaramillo (Col) - 144 Héctor Patarroyo (es) (Col) - 145 Gerardo Moncada (Col) - 146 Juan Carlos Castillo (Col) - 147 William Pulido (Col) - 148 Luis Fernando Mosquera (Col) - 149 Arsenio Chaparro (en) (Col)     |
| Malvor-Sidi | Puertas Mavisa | Café de Colombia |
| - 151 Giuseppe Saronni (Ita) - 152 Flavio Giupponi (Ita) - 153 Silvano Contini (Ita) - 154 Stefano Allocchio (Ita) - 155 Roberto Pagnin (Ita) - 156 Fabio Bordonali (Ita) - 157 Flavio Vanzella (Ita) - 158 Maurizio Piovani (Ita) - 159 Gianni Faresin (Ita)                                                | - 161 Gilles Mas (Fra) - 162 Stéphane Guay (Fra) - 163 Sabino Angoitia (Esp) - 164 Isaac Lisaso (es) (Esp) - 165 José María Palacín (es) (Esp) - 166 Jens Jentner (es) (Sui) - 167 Pascal Kohlvelter (Lux) - 168 Emilio Cuadrado (Esp) - 169 Rafael Lorenzana (es) (Esp)                 | - 171 Alberto Camargo (Col) - 172 Martín Ramírez (Col) - 173 Martín Farfán (Col) - 174 Eduardo Acevedo (Col) - 175 Antonio Agudelo (Col) - 176 Israel Corredor (Col) - 177 Rubén Darío Beltrán (Col) - 178 Marco Antonio León (en) (Col) - 179 Bernard Richard (Fra)                              |
| Alfa Lum | Titanbonifica-Viscontea-Sidernic | Sisacal |
| - 181 Vladimir Poulnikov (Urss) - 182 Piotr Ugrumov (Urss) - 183 Sergueï Soukhoroutchenkov (Urss) - 184 Ivan Ivanov (Urss) - 185 Alexandre Zinoviev (Urss) - 186 Sergei Uslamin (Urss) - 187 Vassili Jdanov (Urss) - 188 Nikolai Golovatenko (Urss) - 189 Vladimir Muravskis (Urss)                          | - 191 Stefano Colagè (Ita) - 192 Maximilian Sciandri (Ita) - 193 Uwe Bolten (All) - 194 Marco Franceschini (Ita) - 195 Joachim Schlaphoff (de) (All) - 196 Claudio Savini (Ita) - 197 Bruno Surra (Ita) - 198 Alessandro Giannelli (Ita) - 199 Antonio Bevilacqua (Ita)                  | - 201 Paulo Pinto (Por) - 202 Paulo Jorge Silva (Por) - 203 Joaquim Gomes (Por) - 204 António João Pinto Castro (Por) - 205 Manuel Neves (Por) - 206 Fernando Fernandes (Por) - 207 António Da Costa Araújo (Por) - 208 Jorge Manuel Dos Santos Silva (Por) - 209 José Joaquim Costa Poeira (Por) |